# Almus (district)
Almus is een Turks district in de provincie Tokat en telt 29.009 inwoners (2007). Het district heeft een oppervlakte van 946,3 km². Hoofdplaats is Almus.
De bevolkingsontwikkeling van het district is weergegeven in onderstaande tabel.
| 1997   | 2000   | 2007   |
| ------ | ------ | ------ |
| 41.984 | 43.470 | 29.009 |